# Marcel-Marie Dubois
Pour les articles homonymes, voir Dubois.
Marcel-Marie Joseph Henri Paul Dubois (1896-1967) est un ecclésiastique français qui fut évêque de Rodez de 1948 à 1954 puis archevêque de Besançon de 1954 à 1966.

## Biographie
Marcel-Marie Dubois naît le 16 mai 1896 au Mans sur le territoire de la paroisse Saint Lazare. Il est l'enfant unique d'un foyer catholique fervent. Il accomplit brillamment ses études primaires et secondaires au Collège Saint-Louis. En 1913, sitôt son baccalauréat obtenu, il entre au grand séminaire du Mans. Il expliquera avoir discerné sa vocation à la prêtrise grâce au service de l'autel dans sa paroisse.

### Séminariste et soldat
Le 8 avril 1915, la classe « 16 » est appelée avec plus d'un an d'anticipation à rejoindre le front ; le jeune Marcel qui achève sa deuxième année de philosophie est ainsi incorporé au 113e régiment d'infanterie alors basé à Blois. Il participera ainsi à la bataille de Verdun, à la reprise du fort de Douaumont en octobre 1916. Engagé comme soldat, il progresse rapidement dans les grades de sous-officier jusqu'à être choisi pour suivre une formation accélérée d'officier, il est alors aspirant. Le 22 février 1917, il est grièvement blessé par balle au cou à Sapigneul non loin de la cote 108. Son courage lui vaut trois citations à l'ordre du régiment qui entraînent la réception de la médaille militaire et de la croix de guerre.
Rétabli, il retrouve le front dès juin 1918. L'armistice de 1918 ne met pas fin à son engagement puisqu'il choisit de prendre la place d'un père de famille au sein du 412e régiment d'infanterie qui prend part au début de la campagne de Cilicie. Le 19 juin 1919, le régiment embarque à Marseille pour gagner Mersin. L'aspirant Dubois y fera la découverte de l'Orient, en particulier de la ville de Tarse. Les souvenirs qu'il gardera de cette période marqueront son ministère de prêtre. Toutefois, il regagne le grand séminaire du Mans dès octobre 1919 où se retrouvent quatre-vingts séminaristes dispersés par la guerre. Comme nombre de séminaristes anciens combattants, il a gagné pendant ces années de guerre une belle maturité ainsi qu'une grande profondeur spirituelle. Il s'agit pour eux d'effectuer « le passage du feu des mitrailleuses à celui que le Christ est venu apporter sur la terre ! » Après trois ans de théologie sous le supériorat du chanoine Paul Boudet, il est ordonné prêtre par Georges Grente le 18 mai 1921. Il célèbre sa première messe pour son anniversaire de baptême.
L'abbé Dubois reste attaché à l'armée en tant qu'officier de réserve ; c'est ainsi à titre militaire qu'il sera fait chevalier dans l'ordre de la Légion d'honneur en 1932 et qu'il retrouvera les combats à la suite de la mobilisation générale de septembre 1939 avec le grade de capitaine.

### Ministère dans le diocèse du Mans
Dès septembre 1921, Georges Grente le nomme professeur au petit séminaire de La Flèche où il enseigne pendant deux ans avant d'être envoyé à Paris pour obtenir une licence d'enseignement ès lettres. Il suit alors des cours en Sorbonne et à l'Institut catholique de Paris pendant deux ans. De retour dans le diocèse du Mans, il retourne au petit séminaire de La Flèche comme professeur chargé pendant six ans de la classe de seconde puis pendant deux ans de la classe de première et directeur des études. En 1933, il en devient le supérieur. Il occupe cette charge jusqu'en 1941 avec une année d'interruption pendant sa mobilisation qui prend fin à l'été 1940. Son ministère au service des vocations se poursuit cependant puisqu'il est nommé successivement directeur de l'enseignement secondaire diocésain en octobre 1941 et directeur de l'Œuvre des vocations en 1942. Il crée un bulletin diocésain consacré à cette œuvre qu'il anime avec beaucoup de conviction jusqu'en 1948. Il sillonne les paroisses du diocèse à la faveur de son initiative de « La route des vocations » et fait profiter de ses talents de prédicateur.
Chanoine capitulaire depuis 1940, il est associé de façon plus étroite au gouvernement du diocèse en devenant vicaire général de Georges Grente le 19 novembre 1943, tout en conservant ses charges de directeur de l'enseignement libre et de l'Œuvre des vocations. Il obtient du pape Pie XII la distinction honorifique de prélat de sa sainteté en 1947. Pendant l'année 1945-1946, il remplace le supérieur du grand séminaire éloigné par la maladie. En ces temps difficiles qui suivent la victoire de 1945, il fait profiter les séminaristes de son expérience des deux conflits mondiaux.

### Évêque en Aveyron puis archevêque de Besançon
La confiance que Georges Grente accordait à son vicaire général n'est sans doute pas étrangère à sa nomination comme évêque de Rodez et Vabres le 8 juillet 1948. Il est ordonné évêque en la cathédrale Saint-Julien du Mans le 7 octobre de la même année par Grente lui-même en la fête de Notre Dame du Rosaire.
Dès le début de son épiscopat, Dubois apporte son soutien, au-delà des clivages confessionnels ou idéologiques, aux mineurs du département alors en grève (grève des mineurs de 1948), en justifiant leur grève.
La grande dévotion eucharistique et la dévotion mariale de Dubois s'expriment alors dans l'organisation de congrès diocésains à Rodez en 1951, à Millau en 1953 et à Saint-Affrique en 1954. Fort de son expérience passée, il intervient également dans l'organisation de l'enseignement libre et de la pastorale des vocations.
Dès le 9 juin 1954, la radio annonce la nomination de Dubois au siège de Besançon après seulement six ans d'épiscopat à Rodez. Il prend officiellement possession de son siège le 3 octobre 1954 en la fête de sainte Thérèse de l'Enfant Jésus par procuration. C'est alors le vicaire capitulaire Georges Béjot qui représente le nouvel archevêque. Dubois a la tâche difficile de succéder à Maurice-Louis Dubourg, un prélat aimé de ses fidèles qui a passé dix-huit ans à la tête du diocèse :

« Homme au contact chaleureux, ayant le goût des grandes manifestations, il [Mgr Dubourg] fait preuve tout au long de son épiscopat d'un profond sens pastoral et d'une réelle ouverture d'esprit, comme en témoignent les audaces de la commission d'art sacré. A sa mort en 1954, l'héritage est difficile à assumer, Mgr Dubois n'y parviendra que partiellement. Originaire du Mans, évêque de Rodez depuis six ans, il « accuse le contraste avec la période précédente ; au pasteur vigoureux, cordial et ouvert succède un homme de bibliothèque méfiant, fragile et lointain » (J. Gavoille). Peu enclin à l'innovation, il a par ailleurs du mal à se faire accepter par une partie de son clergé. »

Le premier souci du nouvel archevêque est donc de s'inscrire dans l'histoire et la culture de l'un des plus importants diocèses de France en termes de nombre de paroisses et de prêtres. Il célèbre ainsi les anniversaires des sanctuaires locaux comme la basilique Notre-Dame de Gray, la grotte-chapelle de Remonot, l'abbaye Notre-Dame de Faverney, l'église du Bélieu ou encore la basilique Sainte Jeanne-Antide Thouret de Sancey-le-Long. L'important mouvement d'urbanisation qui accompagne les Trente Glorieuses le conduit également à poursuivre le mouvement de construction de nouveaux lieux de culte et de rassemblement des paroisses et mouvements catholiques initié par son prédécesseur. Le 25 juin 1955, il bénit la chapelle Notre-Dame-du-Haut érigée en 1955 par Le Corbusier au sommet de la colline de Bourlémont à Ronchamp.
Malgré l'attention marquée qu'il porte à la pastorale des vocations religieuses, c'est sous son épiscopat que les effets de crise des vocations commencent à se faire nettement sentir après la période de relative prospérité des années d'après-guerre. Dubois reste cependant très généreux quand il s'agit de garantir la formation des professeurs de séminaire ou d'autoriser un prêtre à quitter le diocèse pour servir dans un diocèse plus pauvre ou de partir comme missionnaire. Il se penche également sur la question des périodiques catholiques édités dans le diocèse avec un souci de pluralité et d'efficacité. Les études sociologiques, en plein essor dans le catholicisme grâce aux travaux de Gabriel Le Bras et du chanoine Fernand Boulard, retiennent l'attention de l'archevêque pour guider la réorganisation territoriale du diocèse. Il ordonne ainsi par une lettre pastorale du 21 septembre 1961 l'organisation d'une enquête générale sur la pratique religieuse qui est réalisée l'année suivante et dont le dépouillement est achevé en août 1963. Il s'ensuit la création de douze zones pastorales et le redécoupage des doyennés. Il crée également le conseil diocésain de pastorale qui remplace le conseil des Œuvres.
L'ancien directeur de l'enseignement secondaire du diocèse du Mans déploie une grande énergie dans l'éducation religieuse des jeunes générations à la fois dans l'enseignement libre et dans les établissements publics. Il nomme un grand nombre de prêtres au poste d'aumônier des collèges et lycées.
Ses absences fréquentes de Besançon liées à sa participation au concile Vatican II ne lui permettent pas de suivre aussi bien qu'il le voudrait les affaires du diocèse et il se fatigue à mener ces différents sujets de front. Le 2 juillet 1966, à la surprise de son presbyterium et de tous les fidèles, il annonce, à l'âge de soixante-dix ans, que le pape Paul VI a accepté sa renonciation au siège de Besançon : « Le 2 juillet, Mgr le doyen du chapitre, les membres de votre conseil, vaguement inquiets d'une insolite convocation, entendaient tomber de vos lèvres la désarmante nouvelle : « à midi aujourd'hui même, j'aurai cessé d'être votre archevêque ». C'est la première fois qu'un archevêque chez nous donne sa démission. » Il regagne ensuite le diocèse du Mans où il s'installe dans la maison familiale. Il profitera de sa retraite mancelle pendant une petite année puisqu'il y décède le 12 juillet 1967.

### Père conciliaire du concile Vatican II

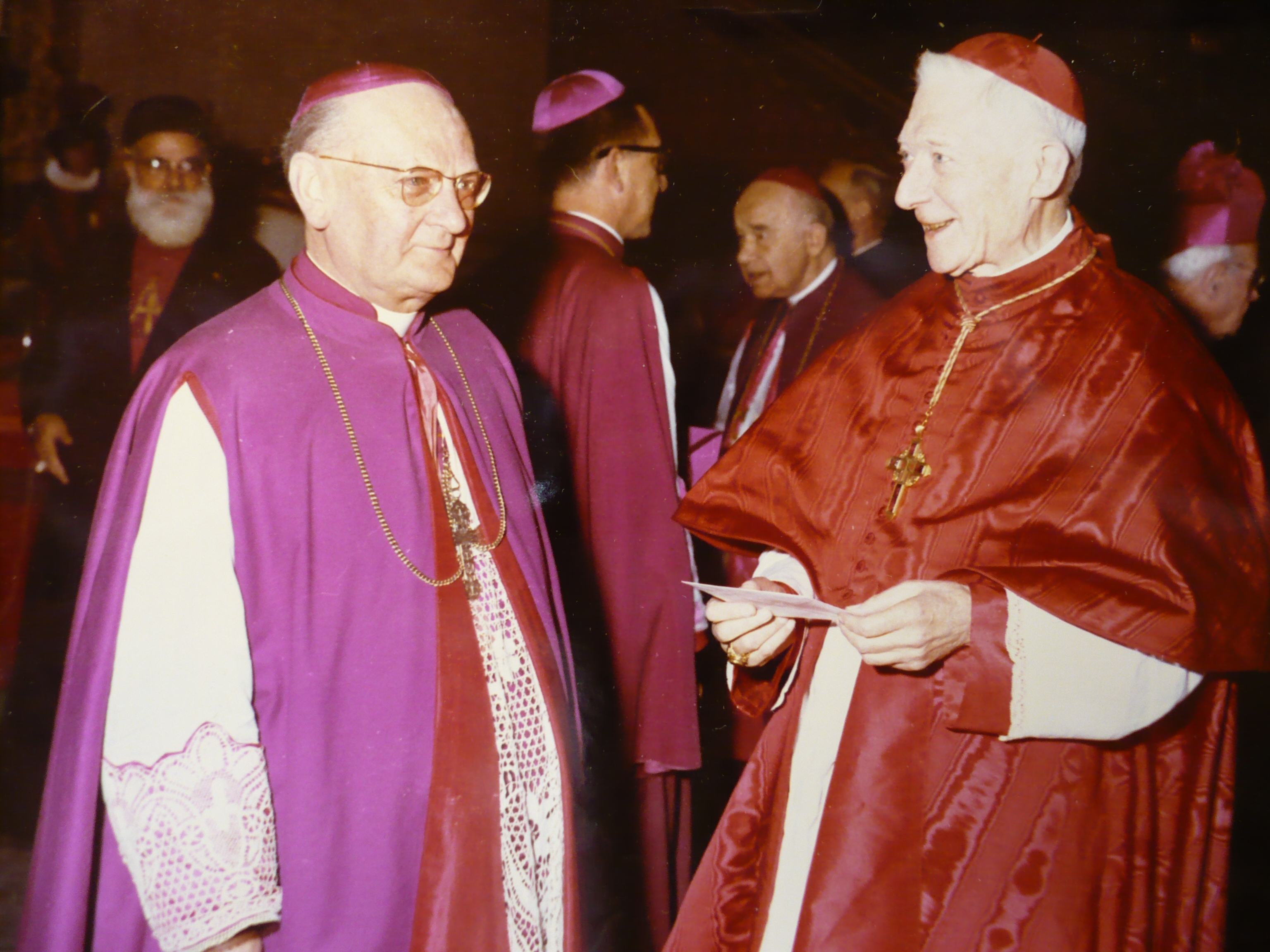
Marcel-Marie Dubois et le cardinal Liénart pendant le concile Vatican II

Lorsque le 25 janvier 1959 le pape Jean XXIII annonce l'ouverture d'un concile œcuménique, Dubois s'en réjouit ainsi que le clergé bisontin. De façon surprenante aux yeux de la communauté des théologiens francophones, il est le seul évêque français nommé pour siéger à la commission théologique préparatoire. Il doit probablement sa place à l'influence du capucin croate Karlo Balić mariologue de renom et membre de la commission anté-préparatoire du concile. Cette décision romaine de nommer un évêque réputé « traditionnel » et peu connu dans les milieux théologiques, renforce le sentiment chez Yves Congar et Henri de Lubac que Rome ne souhaite pas faire de cette commission un lieu d'innovation théologique. Le premier rapportera ainsi ses impressions sur l'archevêque de Besançon : « absolument inconnu au plan théologique [...], mais qui était mariologue jusqu'au bout des doigts et d'une façon excessive. »
Toutefois ce « verrouillage » qui arrange la ligne du secrétaire de la congrégation du Saint-Office, le cardinal Ottaviani , n'est que de courte durée. Le 13 octobre 1962, seulement six jours après l'ouverture du concile, les évêques refusent de débattre à partir des schémas proposés par les commissions préparatoires. C'est une surprise pour beaucoup d'observateurs ainsi que pour Dubois qui était très satisfait du travail accompli. Au cours de la formation des nouvelles commissions, il ne recueille pas le suffrage de ses pairs et c'est Gabriel-Marie Garrone qui est élu membre de la nouvelle commission doctrinale
Malgré ce revers et l'échec du mouvement marial à imposer un texte propre consacré à la Vierge Marie, il s'engage avec passion dans les débats et les discussions au sein de l'aula conciliaire et en dehors. Il prend publiquement la parole à deux reprises au cours des deuxième et troisième sessions. Sa première intervention est consacrée aux « dimensions du Peuple de Dieu » dans la discussion sur le schéma qui donnera naissance à la constitution dogmatique Lumen Gentium, la seconde traite des fondements naturel et révélé de la liberté religieuse. Cette dernière prise de parole sera remarquée par les observateurs protestants présents au concile. Il laisse également un grand nombre de contributions écrites dont un document rédigé à l'occasion des discussions sur le futur décret Presbyterorum Ordinis sur le ministère et la vie des prêtres. Il demande qu'on puisse définir le sacerdoce à partir du concept de Christ comme « pontife » faisant le pont entre Dieu et les hommes. On retrouvera une évocation de cette idée au n°12 du décret final. Profondément marqué par l'expérience de l'Église qu'il a vécue, Dubois rentre dans son diocèse fatigué et déjà touché par la maladie.

## Succession apostolique
Marcel-Marie Dubois a ordonné les évêques suivants :
- Cardinal François Marty (1952)
- Archevêque Georges Jacquot (1959)
- Évêque Maurice Pourchet (1960)

## Décorations
- Officier de la Légion d'honneur (1960)[19], chevalier (1933)
- Médaille militaire (1917)
- Croix de guerre 1914–1918, étoile de bronze (1917)

## Publications
Liste non exhaustive des publications de Marcel-Marie Dubois :
- Lettre pastorale sur la dignité et le rôle des vocations religieuses, Rodez, impr. de P. Carrère, 1950.
- Petite somme mariale, Paris, Éditions Bonne Presse, 1957, 391 p.
- Lourdes, école mariale de primitive Église, Paris, éditions B.P. (Impr. Maison de la Bonne Presse), 1958, 167 p.
- Lettre pastorale [du 26 janvier 1959] sur le Curé d'Ars et ses leçons permanentes,Besançon, Impr. de l'Est, 1959, 13 p.
- Lettre pastorale [du 11 février 1960] sur le Prochain concile œcuménique, Besançon, Impr. moderne de l'Est, 1960, 12 p.
- Petite somme mariale, tome 2, La Dévotion à Marie, la liturgie mariale, Paris, Éditions Bonne Presse, 1961, 398 p.
- Dans les perspectives du Concile : le Peuple de Dieu, Besançon, Impr. moderne de l'Est, 1962, 20 p.